# Grzegorz Giemza
Grzegorz Giemza (ur. 24 sierpnia 1969 w Katowicach) – duchowny Kościoła Ewangelicko-Augsburskiego w RP, doktor nauk teologicznych, w latach 2012–2017 prezes Synodu tego Kościoła, od 2016 roku dyrektor Polskiej Rady Ekumenicznej.

## Życiorys
W latach 1989–1993 studiował teologię ewangelicką w Chrześcijańskiej Akademii Teologicznej w Warszawie.
Praktykę kandydacką i wikariat odbył w Warszawie, w ewangelickiej parafii Świętej Trójcy.
Ordynowany 14 maja 1994 w Łodzi, z dniem ordynacji mianowany wikariuszem diecezjalnym Diecezji Warszawskiej. Od stycznia 1995 pełnił obowiązki Diecezjalnego Duszpasterza Młodzieży Diecezji Warszawskiej. W latach 2002–2015 Ogólnopolski Duszpasterz Młodzieży. Od stycznia 1996 roku podjął obowiązki Ogólnopolskiego Duszpasterza Misyjno-Ewangelizacyjnego z siedzibą w Dzięgielowie na Śląsku Cieszyńskim.
W latach 1997–2017 dyrektor Centrum Misji i Ewangelizacji oraz Szkoły Biblijnej w Dzięgielowie. W Synodach X, XI, XII kadencji zasiadał z listy duchownych. W latach 2012–2017 (XIII kadencja) pełnił funkcję prezesa Synodu. 
Od 2011 jest prezesem Stowarzyszenia Joannici Dzieło Pomocy.
W 2014 roku uzyskał stopień naukowy doktora teologii na Chrześcijańskiej Akademii Teologicznej w Warszawie
Od 2016 pełni funkcję dyrektora Polskiej Rady Ekumenicznej.
Superwizor i prezes Towarzystwa Poradnictwa i Psychologii Pastoralnej w Polsce. Uczestnik i organizator licznych konferencji teologicznych i misyjnych.
Żonaty, ma dwóch synów i córkę.